# Groupement IV/3 de Gendarmerie mobile
Le groupement IV/3 (GGM IV/3) est le 4e groupement de Gendarmerie mobile de la région zonale de Gendarmerie de Rennes.
Établi à Orléans (45) en juillet 2000, il est composé de 5 escadrons situés dans la région du Centre-Val de Loire.

## Implantation des unités
| \| 250 km1:10 426 000 Groupement Escadron(s) \| |
| 250 km1:10 426 000 Groupement Escadron(s)       |

- Loiret (45)
  - EGM 41/3 à Orléans
  - EGM 44/3 à Pithiviers
- Eure-et-Loir (28)
  - EGM 42/3 à Lucé
- Cher (18)
  - EGM 45/3 à Saint-Amand-Montrond
- Indre (36)
  - EGM 47/3 à Châteauroux

## Appellations
- Groupement IV/3 de Gendarmerie Mobile (depuis 2000)